# Richard Brademann
Richard Brademann (Halberstadt, 17 maggio 1884 – Berlino Ovest, 20 aprile 1965) è stato un architetto tedesco.

## Biografia
Nato a Halberstadt, Brademann studiò architettura dal 1903 al 1908 presso la Technische Hochschule di Charlottenburg, presso Berlino. Nel 1913 iniziò a lavorare presso l'amministrazione ferroviaria prussiana, e successivamente nella neocostituita Deutsche Reichsbahn.
Fra il 1922 e il 1939 progettò numerosi edifici ferroviari per la rete ferroviaria urbana (S-Bahn) di Berlino. Il suo stile personale, influenzato dalla "Nuova oggettività", caratterizzò per molti anni l'immagine delle ferrovie cittadine, analogamente all'opera di Alfred Grenander per la rete metropolitana.
Dopo la seconda guerra mondiale Brademann venne sollevato dai suoi incarichi presso la Reichsbahn, a causa della sua iscrizione al Partito Nazionalsocialista risalente al 1931. Si trasferì quindi in Jugoslavia, dove partecipò alla ricostruzione post-bellica, per tornare alcuni anni dopo a Berlino Ovest, dove morì nel 1965.

## Opere principali

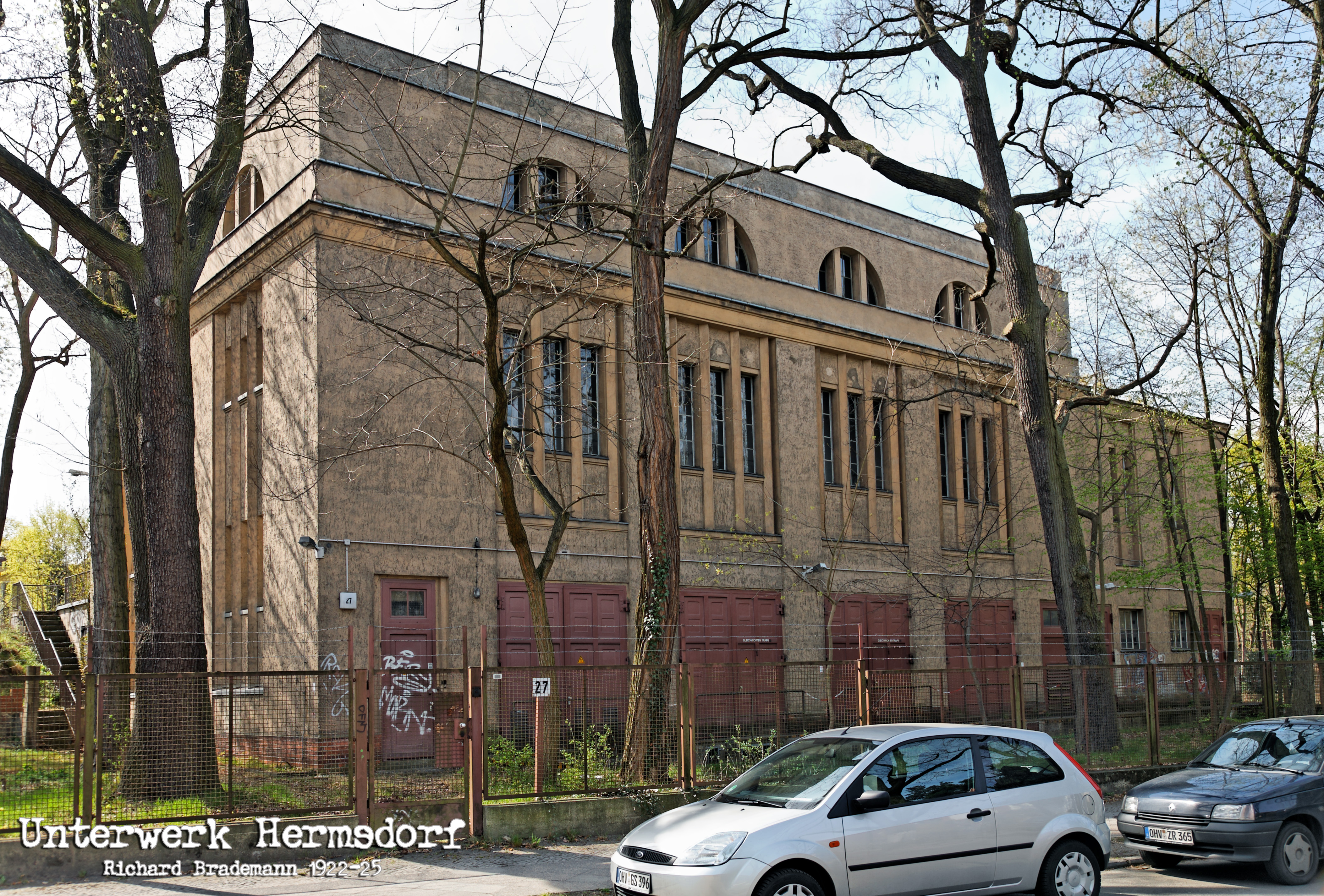
Umformerwerk Hermsdorf a Berlino

- 1922-1924 stazione di Warschauer Straße[1]
- 1923-1924 stazione di Birkenwerder[2]
- 1923-1924 stazione di Hohen Neuendorf[3]
- 1923-1924 stazione di Ostkreuz, nuovo fabbricato viaggiatori[4]
- 1927-1928 stazione di Ausstellung (oggi Westkreuz)[5]
- 1927-1928 stazione di Eichkamp (oggi Messe Süd)[6]
- 1927-1928 stazione di Berlin-Wannsee[7]
- 1929-1930 stazione di Berlin-Mahlsdorf[8]
- 1932-1933 stazione di Feuerbachstraße[9]
- 1933-1934 stazione di Sundgauer Straße[10]
- 1934-1935 stazione di Humboldthain[11]
- 1935 stazione di Bornholmer Straße[12]
- 1935-1936 stazione di Oranienburger Straße[13]
- 1935-1936 stazione di Unter den Linden[14]
- 1935-1939 stazione di Berlin Anhalter Bahnhof[15]
- 1936 ricostruzione della stazione di Potsdam[16]
- 1937-1939 stazione di Berlin Potsdamer Platz[17]